# Lünne
Lünne település Németországban, azon belül Alsó-Szászország tartományban. Lakosainak száma 2111 fő (2023. december 31.). Lünne Lingen, Messingen, Beesten, Schapen, Spelle és Emsbüren községekkel határos.

## Népesség
A település népességének változása:
| Lakosok száma | 1887 | 1905 | 1905 | 2031 | 2064 | 2111 |
|               | 2016 | 2017 | 2019 | 2021 | 2022 | 2023 |